# أنطونيو دياز (لاعب كاراتيه)
أنطونيو دياز (بالإسبانية: Antonio Díaz) (و. 1980  م) هو لاعب كاراتيه، من فنزويلا، ولد في كاراكاس، يلعب كنمط.

## روابط خارجية
- أنطونيو دياز على موقع KarateRec.com (الإنجليزية)
- أنطونيو دياز على موقع اللجنة الأولمبية الدولية (الإنجليزية)
- أنطونيو دياز على موقع أوليمبيديا (الإنجليزية)
- أنطونيو دياز على موقع الجمعية الدولية للألعاب العالمية (الإنجليزية)